# Panurginus tunensis
Panurginus tunensis är en biart som först beskrevs av Warncke 1972.  Panurginus tunensis ingår i släktet bergsbin, och familjen grävbin. Inga underarter finns listade i Catalogue of Life.